# Uusijärvi (Gällivare socken, Lappland, 744465-175328)
Uusijärvi är en sjö i Gällivare kommun i Lappland och ingår i Kalixälvens huvudavrinningsområde.